# Premi Primavera de Novel·la
El Premi Primavera de Novel·la és concedit anualment a Espanya per l'Editorial Espasa i Àmbit Cultural d'El Corte Inglés a una novel·la inèdita en llengua castellana, amb un accésit fins a l'edició de 2011.
Creat en 1997, pren el seu nom de l'estació en la qual s'anuncia el premi. La dotació fins a l'any 2012 ha estat de 200.000 euros i publicació per al guanyador, i 30.000 euros i publicació per al finalista fins a l'any 2011, ambdues quantitats en concepte d'avançament de drets d'autor. Actualment la suma del premi ha estat reduït a 100.000 euros, i sense accèsit des de 2012.
Es falla en febrer i es lliura en març de l'any següent a la seva convocatòria.
Aquest premi està obert a escriptors de qualsevol nacionalitat, sempre que les obres presentades siguin novel·les escrites en llengua castellana, no obstant això, sempre el guanyen escriptors espanyols. Excepte l'excepció d'Ignacio Padilla, l'any 2000, quan aquest premi encara era poc reconegut, i Luis Sepúlveda, qui resideix a Espanya.

## Llista d'autors i llibres premiats
- 1997. Guanyadora: Rosa Montero (Espanya), La hija del caníbal (344 pàgines, ISBN 84-239-7669-6). Finalista: Haroldo Maglia (Uruguai), El lugar vacío (272 pàgines, ISBN 84-239-7927-X).
- 1998. Guanyador: Manuel de Lope (Espanya), Las perlas peregrinas (376 pàgines, ISBN 84-239-7938-5). Finalista: Jorge Victoriano Alonso (Argentina), Vientos de noviembre para el amor (376 pàgines, ISBN 84-239-7939-3).
- 1999. Guanyador: Antonio Soler (Espanya), El nombre que ahora digo (288 pàgines, ISBN 84-239-7956-3). Finalista: desierto.
- 2000. Guanyador: Ignacio Padilla (Mèxic), Amphitryon (224 pàgines, ISBN 84-239-7977-6). Finalista: desierto.
- 2001. Guanyadora: Lucía Etxebarria (Espanya), De todo lo visible y lo invisible (456 pàgines, ISBN 84-239-5159-6). Finalista: Susana Fortes (Espanya), Fronteras de arena (248 pàgines, ISBN 84-239-5160-X).
- 2002. Guanyador: Juan José Millás (Espanya), Dos mujeres en Praga (240 pàgines, ISBN 84-670-0320-0). Finalista: Andrés Neuman (Argentina-Espanya), La vida en las ventanas (200 pàgines, ISBN 84-670-0127-5).
- 2003. Guanyador: Juan Manuel de Prada Blanco (Espanya), La vida invisible (536 pàgines, ISBN 84-670-0477-0). Finalista: Pablo Aranda (Espanya), La otra ciudad (280 pàgines, ISBN 84-670-1019-3).
- 2004. Guanyador: Lorenzo Silva (Espanya), Carta blanca (352 pàgines, ISBN 84-670-1410-5). Finalista: Eugenia Rico (Espanya), La edad secreta (232 pàgines, ISBN 84-670-1413-X).
- 2005. Guanyador: José Ovejero (Espanya), Las vidas ajenas (284 pàgines, ISBN 84-670-1758-9). Finalista: Eliseo Alberto (Cuba), Esther en alguna parte (200 pàgines, ISBN 84-670-1759-7).
- 2006. Guanyador: Fernando Schwartz Girón (Espanya), Vichy, 1940 (456 pàgines, ISBN 84-670-2092-X). Finalista: Mayra Santos-Febres (Puerto Rico), Nuestra Señora de la Noche (360 pàgines, ISBN 84-670-2093-8).
- 2007. Guanyador: Nativel Preciado (Espanya), Camino de hierro. Finalista: Care Santos (Espanya), La muerte de Venus.
- 2008. Guanyador: Agustín Sánchez Vidal (Espanya), Nudo de sangre. Finalista: Luis del Val (Espanya), Crucero de otoño.
- 2009. Guanyador: Luis Sepúlveda (Xile), La sombra de lo que fuimos. Finalista: José María Beneyto (Espanya), Los elementos del mundo.
- 2010. Guanyador: Fernando Marías Amondo (Espanya), Todo el amor y casi toda la muerte. Finalista: María Tena (Espanya), La fragilidad de las panteras.
- 2011. Guanyador: Raúl del Pozo (Espanya), El reclamo. Finalista: Alejandro Palomas (Espanya), El alma del mundo.
- 2012. Guanyador: Fernando Savater (Espanya), Los invitados de la princesa.
- 2013. Guanyador: Use Lahoz (Espanya), El año en que me enamoré de todas.[1]
- 2014. Guanyador: Màxim Huerta (Espanya), La Noche Soñada.
- 2015. Guanyador: Juan Eslava Galán (Espanya), Misterioso asesinato en casa de Cervantes.
- 2016. Guanyador: Carlos Montero (Espanya), El desorden que dejas.
- 2017. Guanyador: Carme Chaparro Martínez (Espanya), No soy un monstruo.
- 2018: Guanyador: Javier Moro (Espanya), Mi pecado.
- 2019. Guanyador: Juan del Val (Espanya), Candela.
- 2020: Guanyador: Peridis (Espanya), El corazón con que vivo.